# Мірошниченко Микола Степанович
Микола Степанович Мірошниченко (*5 березня 1944 р.) — український учений-біофізик. Доктор біологічних наук, професор. Академік АН ВШ України з 1999 р.

## Біографія
Народився у с. Кучинівка на Чернігівщині.
- У 1961 р. вступив на хімічний факультет КДУ ім. Т. Шевченка, у 1963 р. призваний до армії.
- Після демобілізації у 1966 р. повернувся до університету, який закінчив у 1969 р. за спеціалізацією «хімія природних сполук». Тоді ж вступив до аспірантури при кафедрі органічної хімії.
- З 1973 р. працює на кафедрі біофізики КДУ на посадах асистента, старшого викладача, доцента.
- У 1973 р. захистив дисертацію на здобуття вченого ступеня кандидата хімічних наук.
- У 1990 р. захистив докторську дисертацію «Структурні та фізико-хімічні основи процесів скорочення-розслаблення скелетного м'яза» за спеціальністю «біофізика».
- З 1992 р. — професор кафедри біофізики,
- з 1995 р. — завідувач тієї ж кафедри.

## Наукова діяльність

### Наукові інтереси
- дослідження однієї з основних ознак живого — рухливості (біофізика м'язів та молекулярна біофізика).
- Вивчення скорочення — розслаблення м'язів та модулюючої дії на ці процеси різних факторів (частота стимуляції, солі важких металів, фізіологічно активні речовини).
- Запропоновано нову концепцію механізму м'язового скорочення та концепцію регуляції скорочення — розслаблення м'язів.
- Запропоновано адекватну схему формування остова міозинового філаменту м'язів та побудована його фізична модель.
- Досліджено вплив катіонів та фізіологічно активних речовин на молекулярні процеси, пов'язані з м'язовим скороченням та його регуляцією.
- Проведені тензометричні дослідження динаміки скорочення поодиноких волокон скелетного м'яза в ізометричному та ізотонічному режимах.

### Наукові праці
- Автор понад 200 наукових праць, зокрема співавтор першого українського підручника «Біофізика» (два видання) та навчального посібника «Біофізика. Практикум».
- Підготував 5 кандидатів та 1 доктора наук.
- Член редколегій міжнародних журналів «Biocybernetics and Biomedical Engineering», «Physics of the Alive», член вченої ради Міжнародного центру з біокібернетики (м. Варшава).
- Голова спецради із захисту докторських дисертації зі спеціальностей «біофізика, фізіологія людини і тварин, цитологія, клітинна біологія».
- Співорганізатор проведення трьох з'їздів Українського біофізичного товариства, президент Українського біофізичного товариства.

- Нагороджений орденом «За заслуги» ІІІ ступеня та декількома медалями.
- Лауреат Нагороди Ярослава Мудрого АН ВШ України (2006).